# Poker en 1972
Cet article résume les événements liés au monde du poker en 1972.

## Tournois majeurs

### World Series of Poker 1972
Thomas "Amarillo Slim" Preston remporte le Main Event, pour lequel le droit d'entrée passe à 10 000 $, montant inchangé depuis.